# Grand Prix de Speedway
Speedway Grand Prix es una serie de competiciones de speedway en una temporada, usadas para determinar el campeón del Mundo de Speedway. Se disputa desde 1995. Los eventos se dan cita en Europa y Australia desde abril hasta octubre.

## Campeones
| Año  | Campeón          | Subcampeón         |
| ---- | ---------------- | ------------------ |
| 1995 | Hans Nielsen     | Tony Rickardsson   |
| 1996 | Billy Hamill     | Hans Nielsen       |
| 1997 | Greg Hancock     | Billy Hamill       |
| 1998 | Tony Rickardsson | Jimmy Nilsen       |
| 1999 | Tony Rickardsson | Tomasz Gollob      |
| 2000 | Mark Loram       | Billy Hamill       |
| 2001 | Tony Rickardsson | Jason Crump        |
| 2002 | Tony Rickardsson | Jason Crump        |
| 2003 | Nicki Pedersen   | Jason Crump        |
| 2004 | Jason Crump      | Tony Rickardsson   |
| 2005 | Tony Rickardsson | Jason Crump        |
| 2006 | Jason Crump      | Greg Hancock       |
| 2007 | Nicki Pedersen   | Leigh Adams        |
| 2008 | Nicki Pedersen   | Jason Crump        |
| 2009 | Jason Crump      | Tomasz Gollob      |
| 2010 | Tomasz Gollob    | Jarek Hampel       |
| 2011 | Greg Hancock     | Andreas Jonsson    |
| 2012 | Chris Holder     | Nicki Pedersen     |
| 2013 | Tai Woffinden    | Jarosław Hampel    |
| 2014 | Greg Hancock     | Krzysztof Kasprzak |
| 2015 | Tai Woffinden    | Greg Hancock       |
| 2016 | Greg Hancock     | Tai Woffinden      |
| 2017 | Jason Doyle      | Patryk Dudek       |
| 2018 | Tai Woffinden    | Bartosz Zmarzlik   |
| 2019 | Bartosz Zmarzlik | Leon Madsen        |
| 2020 | Bartosz Zmarzlik | Tai Woffinden      |
| 2021 | Artem Laguta     | Bartosz Zmarzlik   |
| 2022 | Bartosz Zmarzlik | Leon Madsen        |
| 2023 | Bartosz Zmarzlik | Fredrik Lindgren   |
| 2024 | Bartosz Zmarzlik | Robert Lambert     |

## Medallistas
| Nombre           | Oro | Plata | Bronce | Total |
| ---------------- | --- | ----- | ------ | ----- |
| Tony Rickardsson | 6   | 3     | 2      | 11    |
| Ivan Mauger      | 6   | 3     | 1      | 10    |
| Ove Fundin       | 5   | 3     | 3      | 11    |
| Hans Nielsen     | 4   | 6     | 2      | 12    |
| Barry Briggs     | 4   | 3     | 3      | 10    |
| Greg Hancock     | 4   | 2     | 3      | 9     |
| Bartosz Zmarzlik | 4   | 2     | 1      | 7     |
| Jason Crump      | 3   | 5     | 2      | 10    |
| Tai Woffinden    | 3   | 2     | 1      | 6     |
| Nicki Pedersen   | 3   | 1     | 3      | 7     |
| Ole Olsen        | 3   | 1     | 2      | 6     |
| Erik Gundersen   | 3   | 1     | 0      | 4     |
| Ronnie Moore     | 2   | 3     | 0      | 5     |
| Freddie Williams | 2   | 1     | 0      | 3     |
| Peter Craven     | 2   | 0     | 2      | 4     |
| Bruce Penhall    | 2   | 0     | 0      | 2     |
| Jack Young       | 2   | 0     | 0      | 2     |
| Tomasz Gollob    | 1   | 2     | 4      | 7     |
| Billy Hamill     | 1   | 2     | 0      | 3     |
| Björn Knutson    | 1   | 2     | 0      | 3     |
| Jan O. Pedersen  | 1   | 1     | 1      | 3     |
| Anders Michanek  | 1   | 1     | 0      | 2     |
| Jack Milne       | 1   | 1     | 0      | 2     |
| Per Jonsson      | 1   | 1     | 0      | 2     |
| Peter Collins    | 1   | 1     | 0      | 2     |
| Sam Ermolenko    | 1   | 0     | 3      | 4     |
| Michael Lee      | 1   | 0     | 2      | 3     |
| Bluey Wilkinson  | 1   | 0     | 1      | 2     |
| Artem Laguta     | 1   | 0     | 0      | 1     |
| Chris Holder     | 1   | 0     | 0      | 1     |
| Egon Müller      | 1   | 0     | 0      | 1     |
| Gary Havelock    | 1   | 0     | 0      | 1     |
| Jason Doyle      | 1   | 0     | 0      | 1     |
| Jerzy Szczakiel  | 1   | 0     | 0      | 1     |
| Lionel Van Praag | 1   | 0     | 0      | 1     |
| Mark Loram       | 1   | 0     | 0      | 1     |
| Tommy Price      | 1   | 0     | 0      | 1     |